# Лёб, Жак
Жак Лёб (нем. Jacques Loeb; 7 апреля 1859 — 11 февраля 1924) — немецко-американский физиолог и биолог.
Родился старшим сыном в еврейской семье из Айфеля.
Член Национальной академии наук США (1910).

## Научная деятельность
Лидер механистического направления в зоопсихологии, автор учения о тропизмах. Используя данные своих опытов над низшими животными, выдвинул положение о том, что при объяснении их реакций нет нужды обращаться к психике, поскольку они могут быть исчерпывающе объяснены действием физико-химических факторов. Ориентировочное поведение животных возникает в ответ на возбуждение различных чувствительных к этим факторам периферических участков тела. Дискуссии по поводу этого учения стимулировали поиски нового понимания объективного метода в психологии, отличного от предложенного Лёбом и его последователями и вместе с тем учитывающего бесперспективность понимания сознания как бестелесной силы, извне управляющей поведением.

## Работы
- Der Heliotropismus der Thiere und seine Uebereinstimmung mit dem Heliotropismus der Pflanzen, Würzburg: Verlag von Georg Hertz, 1890.
- Untersuchungen zur physiologischen Morphologie der Thiere, Würzburg: Verlag von Georg Hertz, 1891—1892. 2 vols., vol. 1: Ueber Heteromorphose, vol. 2: Organbildung und Wachsthum.
- Einleitung in die vergleichende Gehirnphysiologie und vergleichende Psychologie, Leipzig: J. A. Barth, 1899. English ed., Comparative physiology of the brain and comparative psychology[6], New York: Putnam, 1900.
- Studies in general physiology[7], Chicago: The University of Chicago Press, 1905.
- The dynamics of living matter, New York: Columbia University Press, 1906.
- 1906 : Miscellaneous pamphlets on physiology and physiological chemistry from the scientific library of Jacques Loeb[8] (Londres).
- The mechanistic conception of life: biological essays[9][10], Chicago: The University of Chicago Press, 1912; reprint, Cambridge, Mass.: Harvard University Press, 1964 — Il s’agit de son ouvrage le plus fameux et le plus important. Il contient la traduction en anglais de certains de ses travaux allemands précédents.
- Artificial parthenogenesis and fertilization, tr. from German by W. O. Redman King, rev. and ed. by Loeb. Chicago: The University of Chicago Press, 1913.
- The organism as a whole, from a physicochemical viewpoint[11], New York: Putnam, 1916.
- Forced movements, tropisms, and animal conduct[12], Philadelphia: J. B. Lippincott, 1918.
- Proteins and the theory of colloidal behavior[13], New York: McGraw-Hill, 1922.